# Bailleulval
Bailleulval è un comune francese di 280 abitanti situato nel dipartimento del Passo di Calais nella regione dell'Alta Francia.
Il territorio comunale è bagnato dalle acque del fiume Crinchon.

## Società

### Evoluzione demografica
Abitanti censiti